# Michael Pepper
Michael Pepper (né le 10 août 1942) est un physicien britannique connu pour ses travaux sur les nanostructures semi-conductrices.

## Jeunesse
Pepper est née le 10 août 1942 de Morris et Ruby Pepper. Il fait ses études à la St Marylebone Grammar School, un lycée de la ville de Westminster, à Londres, qui a depuis fermé ses portes. Il étudie ensuite la physique à l'Université de Reading et obtient un baccalauréat ès sciences (BSc) en 1963. Il reste à Reading pour entreprendre des études de troisième cycle et obtient son doctorat en philosophie (PhD) en 1967 .
En 1987, alors qu'il est universitaire à l'Université de Cambridge, il obtient le statut de Master of Arts (MA Cantab). Il obtient un Doctorat en sciences (ScD), de Cambridge.

## Carrière
Sir Michael est physicien aux laboratoires de recherche de Plessey lorsqu'il forme une collaboration avec Sir Nevill Mott (lauréat du prix Nobel, 1977) qui aboutit à ses recherches au laboratoire Cavendish en 1973 sur la localisation dans les structures semi-conductrices. Il rejoint ensuite le GEC Hirst Research Center où il monte des projets communs Cambridge-GEC. Il est l'un des trois auteurs de l'article qui vaut finalement à Klaus von Klitzing un prix Nobel pour l'effet Hall quantique. Sir Michael forme le groupe de recherche sur la physique des semi-conducteurs  au laboratoire Cavendish en 1984, et après une période en tant que chercheur de la Royal Society Warren, il est nommé à son poste de professeur de physique, au laboratoire Cavendish en 1987. En 1991, il est nommé directeur général du nouveau Toshiba Cambridge Research Centre, désormais connu sous le nom de Cambridge Research Laboratory (CRL) de Toshiba Research Europe . L'année suivante, en 2001, il est nommé directeur scientifique de TeraView, société issue de la scission de la branche de recherche térahertz du CRL. Il devient professeur honoraire de sciences pharmaceutiques à l'Université d'Otago, en Nouvelle-Zélande en 2003 . Il quitte sa chaire de Cambridge pour occuper la chaire Pender de nanoélectronique à l'University College de Londres en 2009  et est associé à de nombreux développements en physique des semi-conducteurs et aux applications du rayonnement térahertz. Il siège au comité consultatif scientifique du centre d'excellence australien ARC sur les futures technologies électroniques à faible consommation d'énergie .

## Honneurs
Il est élu membre de la Royal Society en 1983  et membre du Trinity College de Cambridge en 1982. En 1987, il reçoit la médaille Hughes. Auparavant, il reçoit le prix Europhysics de la Société européenne de physique et le prix Guthrie de l'Institut de physique en 1985. L'Institut de physique décerne à Sir Michael le premier prix Mott  en 2000. Il a auparavant donné la première conférence Mott en 1985. Il reçoit la médaille royale en 2005 pour son "travail qui a eu le plus haut niveau d'influence dans la physique de la matière condensée et a abouti à la création du domaine moderne des nanostructures semi-conductrices", donne la conférence du prix Bakerian de la Royal Society en 2004 et reçoit un titre de chevalier dans la liste des honneurs du Nouvel An 2006 pour ses services à la physique. Il est nommé Fellow de la Royal Academy of Engineering . En 2010, il remporte la médaille et le prix Swan. Il reçoit la médaille Faraday 2013 de l'IET. En 2019, il reçoit la médaille Isaac Newton de l'Institut de physique .